# Sonic Dream Team
Sonic Dream Team — платформер 2023 года, разработанный студией Hardlight и изданный компанией Sega. Игра является частью серии Sonic the Hedgehog и была выпущена 5 декабря 2023 года на iOS, macOS и tvOS через сервис Apple Arcade. В игре персонажи Соник, Тейлз, Наклз, Эми Роуз, Руж и Крим путешествуют по миру Reverie Haven, который был искажён Доктором Эггманом с помощью загадочного устройства, охраняемого существом по имени Ариэм. Играя за одного из шести персонажей, игрок собирает Сферы Снов, выполняя серию заданий на различных уровнях. Каждый персонаж обладает уникальными способностями и становится доступным после сбора достаточного количества Сфер Снов. Возможность играть за разных персонажей представляет собой возвращение к похожему трёхмерному геймплею, впервые использованному в Sonic Adventure и Sonic Heroes.
Мир снов в Dream Team был создан в результате формирования сюжета игры вокруг возвращения крольчихи Крим, при этом разработчики хотели создать логичное обоснование её участия в опасных ситуациях. Сама игра была построена вокруг идеи создания непрерывного игрового процесса, а уровни проектировались по образцу американских горок и хафпайпов. Игра была разработана менее чем за 2 года и стала первой трёхмерной игрой про Соника на мобильных устройствах. Студия Hardlight ранее работала над другими мобильными играми серии, такими как Sonic Jump, Sonic Dash и Sonic Forces: Speed Battle.

## Игровой процесс
Sonic Dream Team — трёхмерный платформер, в котором Ёж Соник и его друзья путешествуют по различным мирам, находящимся внутри снов доктора Эггмана. Изначально в игре доступны шесть игровых персонажей: Соник, Эми Роуз, Тейлз, крольчиха Крим, ехидна Наклз и летучая мышь Руж. После выполнения определённых заданий можно разблокировать Шэдоу в качестве седьмого играбельного персонажа. Помимо выполнения самонаводящихся атак и использования шкалы ускорения, Соник и Эми могут совершать воздушные рывки и световые рывки через ряды колец, Тейлз и Крим способны летать в течение коротких периодов времени, а Наклз и Руж могут планировать и взбираться по стенам. Самонаводящаяся атака Шэдоу заменена прицельным Хаос-смещением, также он может использовать Контроль хаоса для замедления времени.
Игроки могут переключаться между доступными персонажами для использования их способностей и достижения областей каждого уровня, недоступных другим. Основная кампания включает 4 мира, каждый из которых разделён на 3 акта, которые в свою очередь состоят из 1 открытого исследовательского уровня и 6 уровней действия, использующих разных персонажей. Для продвижения по сюжету игрок должен собирать Сферы снов, разбросанные по уровням, и побеждать боссов каждого мира. После выхода обновления 2 был добавлен пятый мир под названием Sweet Dreams, который включает 4 акта по 4 уровня каждый, а также финальный уровень повышенной сложности, известный как Bittersweet Way. В Sweet Dreams используется отдельный предмет коллекционирования — Луны снов — и представлены механики, не встречающиеся в основной кампании. Дополнительные предметы могут открывать бонусный контент, такой как коллекционные статуэтки, музыкальные композиции и специальные способности, которые можно активировать в начале уровня. Другой режим — испытания Тейлза — включает короткие ежедневные миссии, которые дают очки опыта для двух разблокируемых линеек предметов (основной трек Тейлза и более короткий трек Шэдоу). Игра поддерживает как сенсорное управление, так и геймпады.

## Сюжет
Доктор Эггман находит древний артефакт, называемый Грёза Снов (англ. The Reverie) — предмет, обладающий силой контроля над снами и позволяющий чистосердечным существам материализовать свои сновидения в реальности. Стремясь использовать эту силу для собственной выгоды, Эггман похищает Грёзу и захватывает крольчиху Крим с её чао-питомцем Чизом, чтобы использовать их как проводник для получения доступа к силе реликвии. После активации Грёзы Эггманом её хранитель заключает доктора в его собственные сны, не позволив ему причинить вред реальному миру. Соник, Тейлз, Наклз, Эми Роуз и Руж прибывают на место происшествия с целью спасения Крим и Чиза, и хранитель погружает в сон также и их, в результате чего все попадают в сновидения Эггмана. Очнувшись в мире грёз под названием Reverie Haven, Соник встречает Хранительницу Грёзы и Создательницу Снов по имени Арием. Арием обращается к Сонику с просьбой собрать для неё Сферы Снов, чтобы она смогла вернуть его друзей и освободить Reverie Haven от созданных Эггманом сновидений.
Пройдя через Петляющее Побережье, Фабрику Снов и Лабиринт Кошмаров, герои сталкиваются с монстром под названием Истребитель Хранителей, который атакует Арием, пытаясь захватить её для Эггмана. Монстр был повержен Наклзом или Руж, однако Арием получила тяжёлые ранения в ходе сражения. Герои продолжают путь через Эго-Сити — столицу-антиутопию имперского типа, которую планировалось перенести в реальный мир, и наконец достигают Ядра Снов в центре Грёзы. Получившая ранения Арием, неспособная самостоятельно достичь Ядра Снов для изгнания Эггмана, принимает форму небольшой сферы, которую герои должны донести. Ядро охраняет Кошмарный Эггман — деформированная версия доктора с возможностями искажения реальности. Тейлз поднимается к Ядру для получения Арием, пока остальные движутся через пустоту, передавая Арием друг другу наподобие эстафеты, чтобы достичь Тейлза на вершине башни Ядра. По достижении вершины шпиля Кошмарный Эггман увеличивает высоту башни и предпринимает попытку раздавить всех шестерых героев одновременно, но Тейлз запускает Соника на соседнюю платформу, откуда тот взбирается по боковой стене башни и забрасывает Арием в Ядро. Она мгновенно восстанавливает полное здоровье, изгоняет Эггмана и запускает Протокол Покоя, который отключит способности Грёзы по манипулированию снами на период в тысячу лет. После пробуждения и воссоединения герои приступают к планированию праздничного обеда. Эггман также пробуждается, но Крим направляет Чиза нажать кнопку на пульте его устройства, возвращая доктора обратно в сон. Тейлз сообщает расстроенной Крим, что он создал программный модуль в Ядре Снов, который позволит ей посещать Арием в любое время, а также даст возможность остальным продолжить исследование оставшихся сновидений.

## Разработка и выход
По словам креативного директора Дэна Россати, целью разработчиков было «создать игру, которая позволила бы игрокам достичь состояния полного погружения», сравнивая игровой процесс со «скейт-парками и бобслейными трассами с закругленными поворотами», спроектированными для поддержания непрерывности игрового процесса при прохождении каждой из зон.
Анонсирующий трейлер был выпущен 1 ноября 2023 года с музыкой, сочиненной Ти Лопесом. Последующий трейлер с открывающей анимацией игры был выпущен 22 ноября 2023 года с анимацией от студии Powerhouse Animation. Игра была выпущена для подписчиков Apple Arcade 5 декабря 2023 года на платформах iOS, macOS и tvOS.
Компания Sega подтвердила, что Dream Team получит три крупных обновления по аналогии с Sonic Frontiers , при этом первое было выпущено 14 февраля 2024 года, добавив испытания на время и переработав сражения с боссами. Второе и третье обновления (17 апреля и 12 июня соответственно) открыли мир Sweet Dreams, а также такие функции, как музыкальный проигрыватель и рейтинговая система. Дополнительное четвертое обновление, выпущенное 14 сентября 2024 года, представило разблокируемые способности, а также новые музыкальные композиции и специальные уровни «Fractured Dreams» в испытаниях Тейлза. Шэдоу был добавлен в качестве играбельного персонажа в обновлении, выпущенном 18 декабря 2024 года, в рамках празднования Года Шэдоу.

## Отзывы
Sonic Dream Team получила в целом благоприятные отзывы. Некоторые критиками также отмечали, что это игра, которую «фанаты 3D-игр про Соника ждали уже давно».
Некоторые рецензенты похвалили её эстетику, захватывающие цели и ощущение игры, но при этом назвали сюжет «безвкусным», а игру очень короткой. Также игроки жаловались на эксклюзив для iOS

### Награды и номинации
Sonic Dream Team победила в номинации «Лучшая мобильная игра» на Develop:Star Awards 2024.